# 甘々シンデレラ
『甘々シンデレラ』（あまあまシンデレラ）は、おさじによる日本の漫画作品。講談社のウェブコミック配信サイト『マガジンポケット』において、2023年4月16日から11月19日まで毎週日曜日に更新された。
テレビアニメ『クロスアンジュ』のスピンオフ4コマや、芳文社『まんがタイムきらら』系列各誌の読み切りで活動していた作者の初オリジナル連載作品。女子高の敷地内で営業するケーキ屋「フェアリーハウス」の店員4名と、店長に任命された男子大学生が借金返済のために奮闘する姿を描く。

## ストーリー
男子大学生の季村みのりは、体が弱く長期入院している妹の彩葉を喜ばせたい一心で同年代の女子に人気の洋菓子店「フェアリーハウス」のアルバイトへ応募した。
ところが、フェアリーハウスの場所は本来ならば男子禁制の女子高校の敷地内にあり、警備員からバイトの面接名目で入店証を受け取ったみのりは店員でスイーツ研究部所属の春宮苺に対するラッキースケベが原因で不審者呼ばわりされ、研究部員の夏野もも、秋山林檎、冬月みかんらに翻弄されながら警備員に追い回される破目になってしまう。
どうにか顧問の日高と対面し、面接を受けようとしたみのりは、その場で意外な決定事項を知らされる。それは「みのりをフェアリーハウスの店長として採用する、受け入れない場合は直ちに閉店しスイーツ研究部は解散」と言うものであった。しかも店は多額の借金を抱えており、理事長の交代で早期の返済を迫られている絶体絶命の危機に晒されている。果たしてみのりと4人の部員たちは期限までに借金を完済し、フェアリーハウスを守り抜くことが出来るのだろうか？

## 登場人物
部員の役職名は本来「パティシエール」（仏:pâtissière）のように女性形とすべきだが、作中では「パティシエ」（仏:pâtissier）を始め男性形で統一されているため、本節の記述もそれに従っている。

### 季村兄妹
季村 みのり（きむら みのり）
陰キャを自覚する冴えない男子大学生だが、妹思いで放課後は時間の許す限り病院へ面会に訪れている。妹を喜ばせたくて女子に人気の洋菓子店「フェアリーハウス」のアルバイトに応募したつもりだったが、店長への就任を半強制的に命じられた。
季村 彩葉（きむら いろは）
みのりの妹。体が弱く長期入院している。同年代の友達がSNSに投稿したフェアリーハウスのケーキの写真を見て羨ましがったことが、みのりにアルバイトを決意させる動機となった。

### スイーツ研究部
春宮 苺（はるみや いちご）
デコレーション担当（アントルメティエ）。4人のスイーツ研究部員の中ではリーダー格で、初対面の時にラッキースケベの被害に遭ったことが原因で店長に就任したみのりに対して特に当たりが強かった。
夏野 もも（なつの もも）
生地焼き菓子担当（トゥリエ）。部内のムードメーカー的存在。
秋山 林檎（あきやま りんご）
チョコレート菓子担当（ショコラティエ）。SNSで10万人以上のフォロワーを持つインフルエンサーだが、他の部員に比べて技量が遠くおよばないと劣等感を抱いており、他の部員が作った菓子ばかりをアカウントで紹介していた。
冬月 みかん（ふゆつき みかん）
冷菓担当（グラシエ）。内気で口数が少ないが、ノートを使った筆談では饒舌になる。小さいころに近所のおばあさんが個人で経営していた店のアイスクリームの味が忘れられず、そのおばあさんが亡くなって店が廃業した後もその味を再現することに強いこだわりを抱いていた。
日高（ひだか）
スイーツ研究部の顧問。部員が試作した菓子の公表を受け、前理事長の承認を得て校内にフェアリーハウスを開店したが理事長の交代で借金の早期返済を迫られ、窮余の策でアルバイトの面接に来たみのりを店長として即日採用した。

## 書誌情報
- おさじ『甘々シンデレラ』、講談社〈講談社コミックスマガジン〉、全3巻
  1. 2023年8月8日初版発行（同日発売[3]）、ISBN 978-4-06-532569-8
  2. 2023年10月6日初版発行（同日発売[4]）、ISBN 978-4-06-533250-4
  3. 2024年1月9日初版発行（同日発売[5]）、ISBN 978-4-06-534160-5